# August Deconinck
August Deconinck (Zwevegem, 16 januari 1814 - Kortrijk, 5 juni 1878) was een Stasegemse brouwer en liberale politicus die burgemeester was van Harelbeke van 1858 tot 1860. Grondlegger van het Stasegems seperatisme, gaf hij in 1874 opdracht om een kerk voor Stasegem te bouwen. 

## Biografie
Geboren in 1814 in Zwevegem verhuisde hij snel na zijn geboorte naar het goed ‘Te Staseghem’, gelegen in Stasegem op het kruispunt van Kortrijk-Oudenaarde en de weg Zwevegem-Harelbeke. De familie Deconinck baatte sinds 1580 op het goed een landbouwbedrijf uit. Ten laatste vanaf 1715 vindt men ook een brouwerij en stokerij terug. In 1835, op 21-jarige leeftijd richtte hij tegenover de hoeve een nieuwe brouwerij op: de brouwerij van Staceghem. 
August Deconinck was een bekend en graag gezien figuur. Tijdens plaatselijke verkiezingen kreeg hij dan ook veel stemmen. In 1857 werd hij schepen en van 1858 tot 1860 was hij plaatsvervangend burgemeester van Harelbeke. Deconinck liet ook twee rijen arbeiderswoningen bouwen voor zijn personeel, gekend in de volksmond als de Coninck’s reke. Deze 8 woningen bevinden zich in de huidige Generaal Deprezstraat.  
In 1860 verloor hij met tegenzin zijn positie toen August Cannaert aangesteld werd als burgemeester.  
Deconinck stelde als provincieraadslid voor om van Stasegem een zelfstandige gemeente te maken. Stasegem was een dorp op het grondgebied van Harelbeke dat viel onder de Sint-Salvatorsparochie van Harelbeke, maar altijd een eigen karakter hield. Nadat het niet lukte, hoopte Deconinck dan maar om een zelfstandige parochie voor Stasegem op te richten. In 1874 gaf hij de opdracht om een kerk te bouwen op zijn domein. Het zou tot 1904 duren eer een parochie voor Stasegem erkend werd. Deconinck maakte het zelf niet meer mee. Na zijn overlijden in 1878 erfden de kinderen van August Deconinck de brouwerij.
In 1894 werd de NV Brouwerij de Staceghem opgericht. De brouwerij sloot in 1969 haar deuren en de gebouwen werden vrij snel nadien gesloopt om in 1976-1978 plaats te maken voor een nieuwe verkaveling (Brouwerspark). Op de plaats van het goed ‘Te Stasegem’ werd in de periode 2003-2005 een appartementsgebouw met winkelruimte opgetrokken. De huidige Brouwerijstraat refereert nog aan het feit dat hier een brouwerij actief was.

## Persoonlijk leven
August Deconinck trouwde met Louise Lagae en het echtpaar woonde samen aan de Zwevegemsestraat 114 in Stasegem. Ze hadden een zoon en een dochter, Clothilde en Jules, die ook politicus werd.